# Église Saint-Loup d'Herry
L'église Saint-Loup est une église romane située à Herry dans le Cher (Centre-Val de Loire) dont les débuts de construction remontent au milieu du XIIIe siècle. Remaniée au XVIe siècle et au XIXe siècle ses parties les plus anciennes sont inscrites aux monuments historiques depuis 1926.

## Histoire

### Les origines
Les origines de l'église se rattachent à celles de l'abbaye de Chalivoy. Sa construction commence en 1265  sur l’emplacement d’un édifice plus ancien. Elle ne se termine que 150 ans plus tard, au début du XVe siècle. Dès 1490, un tremblement de terre en détruit les voûtes de l'avant-chœur et de la grande nef qui était alors couverte en charpente.

### La reconstruction
Largement remanié à l'occasion de sa reconstruction au XVIe siècle, l’édifice n’a conservé de ses parties primitives que le chœur carré, voûté sur nervures ogivales reposant sur des colonnes d’angle à chapiteaux. Ce chevet du XIIIe siècle a été restauré ainsi que le clocher, reconstruit sur les bases antérieures. Les deux chapelles latérales sont du XVIe siècle mais des vestiges de baies romanes s’observent encore entre les arcs du XVIe siècle et les nouvelles voûtes en briques du XIXe siècle. Refaites vers 1830, celles-ci sont plus basses qu'à l'origine.

## Architecture
La nef comporte cinq travées avec bas-côtés et le chœur se termine par une abside à cinq pans. Les croisées d'ogives des bas-côtés sont d'origine. Devant l'église s'élève une tour carrée qui formait jadis le porche. Le portail principal actuel n’a été ouvert qu’en 1958. Au nord du chœur des bâtiments du XVIIe siècle ayant appartenu à l'ancienne abbaye subsistent et servent de cure.
Les parties du XIIIe siècle sont inscrites aux monuments historiques par arrêté du 2 mars 1926.

## Mobilier et décorations
- Les voûtes présentent des vestiges de peintures anciennes.
- Au milieu du chevet s’ouvre une grande fenêtre à meneaux garnis de vitraux de 1870 représentant la sainte Trinité et la sainte Famille.
- Celle-ci est entourée de deux niches Renaissance qui accueillent deux statues, dont une en bois sculpté de Saint Abdon datée de 1752[2].